# White Rainbow
White Rainbow er et livealbum udgivet i 2008 af den danske jazzguitarist Jakob Bro.

## Trackliste
1. Indian Folklore
2. Villanova
3. Copenhagen Slow Blues
4. Two Worlds
5. All's Well that Ends Well

## Line up
- Jakob Bro (Guitar)
- George Garzone (Tenor Sax)
- Andrew D'Angelo (Bass Clarinet)
- Jesper Zeuthen (Alt sax)
- Søren Kjærgaard (Würlitzer)
- Anders Christensen (Bas)
- Nicolai Munch-Hansen (Bas)
- Jakob Høyer (Trommer)
- Kresten Osgood (Trommer)